# Маекава Аяка
Маекава Аяка (нар. 23 серпня 1983) — колишня японська тенісистка.
Найвищу одиночну позицію світового рейтингу — 315 місце досягла 31 серпня 2009, парну — 210 місце — 22 листопада 2010 року.
Здобула 3 одиночні та 8 парних титулів.

## Фінали ITF
| турніри $50,000 |
| турніри $25,000 |
| турніри $10,000 |

### Одиночний розряд: 3 (3–0)
| Результат | Ранг | Дата            | Турнір                   | Покриття | Суперниця      | Рахунок     |
| --------- | ---- | --------------- | ------------------------ | -------- | -------------- | ----------- |
| Перемога  | 1.   | 29 жовтня 2007  | ITF Kōfu, Японія         | Тверде   | Маюмі Ямамото  | 6–4, 7–6(6) |
| Перемога  | 2.   | 1 вересня 2008  | ITF Коян, Південна Корея | Тверде   | Kim Jooh-young | 6–4, 6–3    |
| Перемога  | 3.   | 20 вересня 2008 | ITF Кіото, Японія        | Килим    | Сюй Веньсінь   | 7–5, 6–4    |

### Парний розряд: 19 (8–11)
| Результат | Ранг | Дата             | Турнір                         | Покриття | Партнерка           | Суперниці                          | Рахунок             |
| --------- | ---- | ---------------- | ------------------------------ | -------- | ------------------- | ---------------------------------- | ------------------- |
| Перемога  | 1.   | 10 вересня 2006  | ITF Кіото, Японія              | Килим    | Нацумі Хамамура     | Макі Арай Юкіко Ябе                | 6–4, 6–2            |
| Поразка   | 1.   | 23 вересня 2006  | ITF Ібаракі, Японія            | Тверде   | Хамамура Нацумі     | Куміко Їдзіма Намігата Дзюнрі      | 7–6(4), 3–6, 2–6    |
| Перемога  | 2.   | 27 травня 2007   | ITF Наґано, Японія             | Килим    | Хамамура Нацумі     | Танака Марі Акіко Йонемура         | 7–6(2), 6–3         |
| Поразка   | 2.   | 10 липня 2007    | ITF Міядзакі, Японія           | Килим    | Хамамура Нацумі     | Чжан Шуай Чжао Їцзін               | 4–6, 4–6            |
| Поразка   | 3.   | 22 вересня 2007  | ITF Цукуба, Японія             | Тверде   | Хамамура Нацумі     | Ока Аюмі Томоко Суґано             | 2–6, 3–6            |
| Поразка   | 4.   | 4 листопада 2007 | ITF Кофу, Японія               | Тверде   | Варатчая Вонгтінчай | Арай Макі Чан Кйон Мі              | 7–5, 2–6, [7–10]    |
| Перемога  | 3.   | 28 березня 2008  | ITF Веллінгтон, Нова Зеландія  | Тверде   | Варатчая Вонгтінчай | Томоко Докей Ецуко Кітадзакі       | 6–1, 6–3            |
| Поразка   | 5.   | 24 травня 2008   | ITF Наґано, Японія             | Килим    | Хванг І-Хсюань      | Еріка Сема Сема Юріка              | 3–6, 6–2, [7–10]    |
| Перемога  | 4.   | 22 червня 2008   | ITF Сутама, Японія             | Ґрунт    | Ока Аюмі            | Кадзуса Іто Томоко Тайра           | 6–3, 6–4            |
| Перемога  | 5.   | 18 серпня 2008   | ITF Кімхе, Південна Корея      | Тверде   | Kim So-jung         | Cho Jeong-a Kim Ji-young           | 2–6, 6–3, [10–4]    |
| Поразка   | 6.   | 1 вересня 2008   | ITF Коян, Південна Корея       | Тверде   | Kim So-jung         | Чхе Кйон І Чан Кйон Мі             | 5–7, 6–3, [5–10]    |
| Перемога  | 6.   | 9 березня 2009   | ITF North Shore, Нова Зеландія | Тверде   | Kim So-jung         | Елісон Бай Рене Бінні              | 7–5, 7–6            |
| Перемога  | 7.   | 16 березня 2009  | ITF Гамільтон, Нова Зеландія   | Тверде   | Kim So-jung         | Джессі Ромп'єс Варатчая Вонгтінчай | 7–5, 6–3            |
| Перемога  | 8.   | 23 березня 2009  | ITF Веллінгтон, Нова Зеландія  | Тверде   | Kim So-jung         | Chae Kyung-yee Kim Hae-sung        | 6–4, 6–4            |
| Поразка   | 7.   | 10 травня 2009   | ITF Фукуока, Японія            | Килим    | Намігата Дзюнрі     | Йонемура Акіко Томоко Йонемура     | 2–6, 7–6(3), [3–10] |
| Поразка   | 8.   | 17 травня 2009   | ITF Куруме, Японія             | Килим    | Чжан Кайчжень       | Лу Цзінцзін Сунь Шеннань           | 3–6, 2–6            |
| Поразка   | 9.   | 30 травня 2010   | ITF Кусацу, Японія             | Килим    | Като Мая            | Їдзіма Куміко Йонемура Томоко      | 7–6(5), 4–6, [8–10] |
| Поразка   | 10.  | 28 вересня 2010  | ITF Хаманако, Японія           | Ґрунт    | Као Шао-юань        | Сема Еріка Їдзіма Куміко           | 2–6, 1–6            |
| Поразка   | 11.  | 9 липня 2010     | ITF Фучжоу, КНР                | Тверде   | Као Шао-юань        | Лю Шаочжуо Сюй Їфань               | 6–3, 1–6, [2–10]    |